# Семиозернинське сільське поселення
Семиозе́рнинське сільське поселення (рос. Семиозёрнинское сельское поселение) — сільське поселення у складі Могочинського району Забайкальського краю Росії.
Адміністративний центр — селище Семиозерний.

## Історія
Станом на 2002 рік існували Семиозерний сільський округ (селище Семиозерний) та Таптугарський сільський округ (села Аникино, Часова, селище Таптугари).

## Населення
Населення сільського поселення становить 1367 осіб (2019; 1550 у 2010, 1604 у 2002).

## Склад
До складу сільського поселення входять:
| Населений пункт     | Населення, осіб (2002) | Населення, осіб (2010) |
| ------------------- | ---------------------- | ---------------------- |
| Аникино, село       | 3                      | 2                      |
| Семиозерний, селище | 969                    | 1010                   |
| Таптугари, селище   | 626                    | 534                    |
| Часова, село        | 6                      | 4                      |